# Коробовская (Киров)
 Коробовская — деревня в Кировской области. Входит в состав муниципального образования «Город Киров»

## География
Расположена на расстоянии примерно 15 км по прямой на запад-юго-запад от железнодорожного вокзала станции Киров.

## История
Известна с 1678 года как мельница на речке Чахловице Феоктиста да Федора Балезиных с 1 двором,  в 1764 году деревня Балезинская с 65 жителями, в 1802 году 17 дворов. В 1873 году здесь (Балезинская или Короборская) было дворов 30 и жителей 231, в 1905 (Балезинская или Коробовская) 47 и 304, в 1926 (уже Коробовская или Балезинская) 71 и 394, в 1950 (Коробовская) 55 и 200, в 1989 9 жителей. Настоящее название утвердилось с 1939 года. Административно подчиняется Октябрьскому району города Киров.

## Население
Постоянное население составляло 2 человека (русские 100%) в 2002 году, 4 в 2010.